# Нешет Ерташ
Нешет Ерташ (нар. 1938, Çiçekdağıd, Киршехір, Туреччина — пом. 25 вересня 2012, Ізмір, Туреччина) — турецький автор-виконавець, відомий як сучасний ашуг та віртуоз гри на сазі.

## Біографія
Народився в 1938 році в селі Киртилар в мулі Киршехір. Батько Нешета Ерташа — турецький музикант Мухаррем Ерташ. Доні Коч, мати Нешета Ерташа, стала для Мухаррема другою дружиною. Його перша дружина померла в ранньому віці. У Нешета був зведений брат Неджаті, який народився у першому шлюбі батька, і дві молодші сестри, Айше та Надіє.
Коли Нешету Ерташу було п'ять років, він почав грати на скрипці та сазі. Його батько заробляв граючи музику на весіллях, Нешет акомпанував йому, тому не зміг закінчити школу.
Коли Нешету Ерташу виповнилося 14 років, він переїхав до Стамбула. Там він грав музику в нічному клубі, розташованому в Бейоглу. Через два роки Нешет Ерташ переїхав до Анкари, де почав працювати в компанії «TRT». Він виконував народні пісні на передачі «Yurttan Sesler» під псевдонімом «Нешет Ерташ з Киршехира». Одночасно з роботою на радіо Ерташ ночами підробляв, граючи музику в нічних клубах. У 1978 році у Нешета Ерташа паралізувало пальці. У 1979 році він переїхав до Німеччини, де жив його брат. У Німеччині Нешет зумів вилікувати свої пальці і почав грати там музику на весільних церемоніях і місцевих святах. Також Нешет Ерташ перевіз до Німеччини трьох своїх дітей. Два роки Нешет Ерташ викладав гру на сазі в німецькій школі мистецтв.
Нешет Ерташ повернувся до Туреччини лише через 23 роки після від'їзду. Його перший концерт, що пройшов у Стамбулі, був зустрінутий оваціями глядачів. Після цього Ерташ здійснив тур по країні.

### Особисте життя
У 1960 році Нешет Ерташ одружився зі співачкою Лейлою, з якою познайомився в нічному клубі. У шлюбі народилися дві дочки і син. Через 10 років подружжя розлучилося.

### Смерть
Нешет Ерташ помер 25 вересня 2012 року в госпіталі Ізміра, куди був госпіталізований двома тижнями раніше у зв'язку з загостренням від раком. Потім тіло було доставлено до Анкари. Релігійна церемонія прощання пройшла в мечеті Ахі Евран, на ній були присутні прем'єр-міністр Реджеп Ердоган, міністр культури Ертугрул Гюнай та лідер опозиції Кемаль Кілічдароглу, а також музиканти Орхан Генджебай та Аріф Саг. Крім них з померлим попрощалися також десятки тисяч інших людей. Тіло Нешета Ерташа, відповідно з його останньою волею, було поховано поруч з могилою його батька.

## Нагороди та премії
- Медаль за видатні досягнення великих національних зборів Туреччини (2006)[11][12].
- Премія ЮНЕСКО «живе Національне надбання» (2010).
- Почесна ступінь Стамбульського технічного університету (25 квітня 2011).